# Cratere Pauli
Pauli è un cratere lunare di 95,28 km situato nella parte sud-occidentale della faccia nascosta della Luna.